# Campeonato Europeu de Halterofilismo de 1978
O 57º Campeonato Europeu de Halterofilismo foi organizado pela Federação Europeia de Halterofilismo em Havířov, na Tchecoslováquia entre 10 a 18 de junho de 1978. Foram disputadas 10 categorias com a presença de 128 halterofilistas de 25 nacionalidades.

## Medalhistas
| Evento                       | Ouro                                  | Ouro              | Prata                               | Prata             | Bronze                            | Bronze            |
| Mosca (até 52 kg)            | Mosca (até 52 kg)                     | Mosca (até 52 kg) | Mosca (até 52 kg)                   | Mosca (até 52 kg) | Mosca (até 52 kg)                 | Mosca (até 52 kg) |
| ---------------------------- | ------------------------------------- | ----------------- | ----------------------------------- | ----------------- | --------------------------------- | ----------------- |
| Arranque                     | Kanybek Osmonaliyev · União Soviética | 105,0 kg          | Béla Oláh · Hungria                 | 105,0 kg          | György Kőszegi · Hungria          | 105,0 kg          |
| Arremesso                    | Kanybek Osmonaliyev · União Soviética | 132,5 kg          | György Kőszegi · Hungria            | 132,5 kg          | Béla Oláh · Hungria               | 130,0 kg          |
| Total                        | Kanybek Osmonaliyev · União Soviética | 237,5 kg          | György Kőszegi · Hungria            | 237,5 kg          | Béla Oláh · Hungria               | 235,0 kg          |
| Galo (até 56 kg)             |                                       |                   |                                     |                   |                                   |                   |
| Arranque                     | Marek Seweryn · Polónia               | 117,5 kg          | Karel Prohl · Tchecoslováquia       | 115,0 kg          | Stefan Dimitrov · Bulgária        | 115,0 kg          |
| Arremesso                    | Karel Prohl · Tchecoslováquia         | 142,5 kg          | Marek Seweryn · Polónia             | 142,5 kg          | Stefan Dimitrov · Bulgária        | 140,0 kg          |
| Total                        | Marek Seweryn · Polónia               | 260,0 kg          | Karel Prohl · Tchecoslováquia       | 257,5 kg          | Stefan Dimitrov · Bulgária        | 255,0 kg          |
| Pena (até 60 kg)             |                                       |                   |                                     |                   |                                   |                   |
| Arranque                     | Nikolay Kolesnikov · União Soviética  | 125,0 kg          | László Száraz · Hungria             | 125,0 kg          | Grzegorz Cziura · Polónia         | 120,0 kg          |
| Arremesso                    | Nikolay Kolesnikov · União Soviética  | 165,0 kg          | Valentin Todorov · Bulgária         | 155,0 kg          | Marek Sachmaciński · Polónia      | 152,5 kg          |
| Total                        | Nikolay Kolesnikov · União Soviética  | 290,0 kg          | László Száraz · Hungria             | 275,0 kg          | Valentin Todorov · Bulgária       | 270,0 kg          |
| Leve (até 67,5 kg)           |                                       |                   |                                     |                   |                                   |                   |
| Arranque                     | Yanko Rusev · Bulgária                | 137,5 kg          | Ioan Buta · Roménia                 | 135,0 kg          | Jaroslav Rutter · Tchecoslováquia | 132,5 kg          |
| Arremesso                    | Yanko Rusev · Bulgária                | 175,0 kg          | Zbigniew Kaczmarek · Polónia        | 172,5 kg          | Ioan Buta · Roménia               | 170,0 kg          |
| Total                        | Yanko Rusev · Bulgária                | 312,5 kg          | Ioan Buta · Roménia                 | 305,0 kg          | Zbigniew Kaczmarek · Polónia      | 302,5 kg          |
| Médio (até 75 kg)            |                                       |                   |                                     |                   |                                   |                   |
| Arranque                     | András Stark · Hungria                | 150,0 kg          | Vardan Militosyan · União Soviética | 147,5 kg          | Zahari Todorov · Bulgária         | 145,0 kg          |
| Arremesso                    | Vardan Militosyan · União Soviética   | 195,0 kg          | Zahari Todorov · Bulgária           | 185,0 kg          | Peter Wenzel · Alemanha Oriental  | 182,5 kg          |
| Total                        | Vardan Militosyan · União Soviética   | 342,5 kg          | Zahari Todorov · Bulgária           | 330,0 kg          | András Stark · Hungria            | 330,0 kg          |
| Pesado-ligeiro (até 82,5 kg) |                                       |                   |                                     |                   |                                   |                   |
| Arranque                     | Yurik Vardanyan · União Soviética     | 170,0 kg          | Péter Baczakó · Hungria             | 157,5 kg          | Krassimir Drandarov · Bulgária    | 150,0 kg          |
| Arremesso                    | Yurik Vardanyan · União Soviética     | 202,5 kg          | Péter Baczakó · Hungria             | 200,0 kg          | Krassimir Drandarov · Bulgária    | 190,0 kg          |
| Total                        | Yurik Vardanyan · União Soviética     | 372,5 kg          | Péter Baczakó · Hungria             | 357,5 kg          | Krassimir Drandarov · Bulgária    | 340,0 kg          |
| Meio-pesado (até 90 kg)      |                                       |                   |                                     |                   |                                   |                   |
| Arranque                     | David Rigert · União Soviética        | 180,0 kg          | Andon Nikolov · Bulgária            | 167,5 kg          | György Rehus-Uzor · Hungria       | 160,0 kg          |
| Arremesso                    | David Rigert · União Soviética        | 217,5 kg          | Rolf Milser · Alemanha Ocidental    | 215,0 kg          | Nikolaos Iliadis · Grécia         | 192,5 kg          |
| Total                        | David Rigert · União Soviética        | 397,5 kg          | Rolf Milser · Alemanha Ocidental    | 375,0 kg          | Andon Nikolov · Bulgária          | 352,5 kg          |
| Pesado I (até 100 kg)        |                                       |                   |                                     |                   |                                   |                   |
| Arranque                     | Sergey Arakelov · União Soviética     | 177,5 kg          | Michel Broillet · Suíça             | 165,0 kg          | Igor Nikitin · União Soviética    | 162,5 kg          |
| Arremesso                    | Sergey Arakelov · União Soviética     | 210,0 kg          | Igor Nikitin · União Soviética      | 200,0 kg          | Pierre Gourrier · França          | 197,5 kg          |
| Total                        | Sergey Arakelov · União Soviética     | 387,5 kg          | Igor Nikitin · União Soviética      | 362,5 kg          | Michel Broillet · Suíça           | 355,0 kg          |
| Pesado II (até 110 kg)       |                                       |                   |                                     |                   |                                   |                   |
| Arranque                     | Yury Zaitsev · União Soviética        | 177,5 kg          | Jürgen Ciezki · Alemanha Oriental   | 170,0 kg          | Leif Nilsson · Suécia             | 165,0 kg          |
| Arremesso                    | Yury Zaitsev · União Soviética        | 225,0 kg          | György Szalai · Hungria             | 215,0 kg          | Jürgen Ciezki · Alemanha Oriental | 210,0 kg          |
| Total                        | Yury Zaitsev · União Soviética        | 402,5 kg          | Jürgen Ciezki · Alemanha Oriental   | 380,0 kg          | Leif Nilsson · Suécia             | 375,0 kg          |
| Superpesado (+ 110 kg)       |                                       |                   |                                     |                   |                                   |                   |
| Arranque                     | Vasily Alekseyev · União Soviética    | 180,0 kg          | Rudolf Strejček · Tchecoslováquia   | 177,5 kg          | Jürgen Heuser · Alemanha Oriental | 175,0 kg          |
| Arremesso                    | Vasily Alekseyev · União Soviética    | 235,0 kg          | Jürgen Heuser · Alemanha Oriental   | 232,5 kg          | Gerd Bonk · Alemanha Oriental     | 230,0 kg          |
| Total                        | Vasily Alekseyev · União Soviética    | 415,0 kg          | Jürgen Heuser · Alemanha Oriental   | 407,5 kg          | Gerd Bonk · Alemanha Oriental     | 402,5 kg          |

## Quadro de medalhas
Quadro de medalhas no total combinado
| Ordem | País               | Medalha de ouro | Medalha de prata | Medalha de bronze | Total |
| ----- | ------------------ | --------------- | ---------------- | ----------------- | ----- |
| 1     | União Soviética    | 8               | 1                | 0                 | 9     |
| 2     | Bulgária           | 1               | 1                | 4                 | 6     |
| 3     | Polónia            | 1               | 0                | 1                 | 2     |
| 4     | Hungria            | 0               | 3                | 2                 | 5     |
| 5     | Alemanha Oriental  | 0               | 2                | 1                 | 3     |
| 6     | Tchecoslováquia    | 0               | 1                | 0                 | 1     |
| 6     | Roménia            | 0               | 1                | 0                 | 1     |
| 6     | Alemanha Ocidental | 0               | 1                | 0                 | 1     |
| 9     | Suécia             | 0               | 0                | 1                 | 1     |
| 9     | Suíça              | 0               | 0                | 1                 | 1     |
| Total | Total              | 10              | 10               | 10                | 30    |